# Finale wereldkampioenschap voetbal 1978

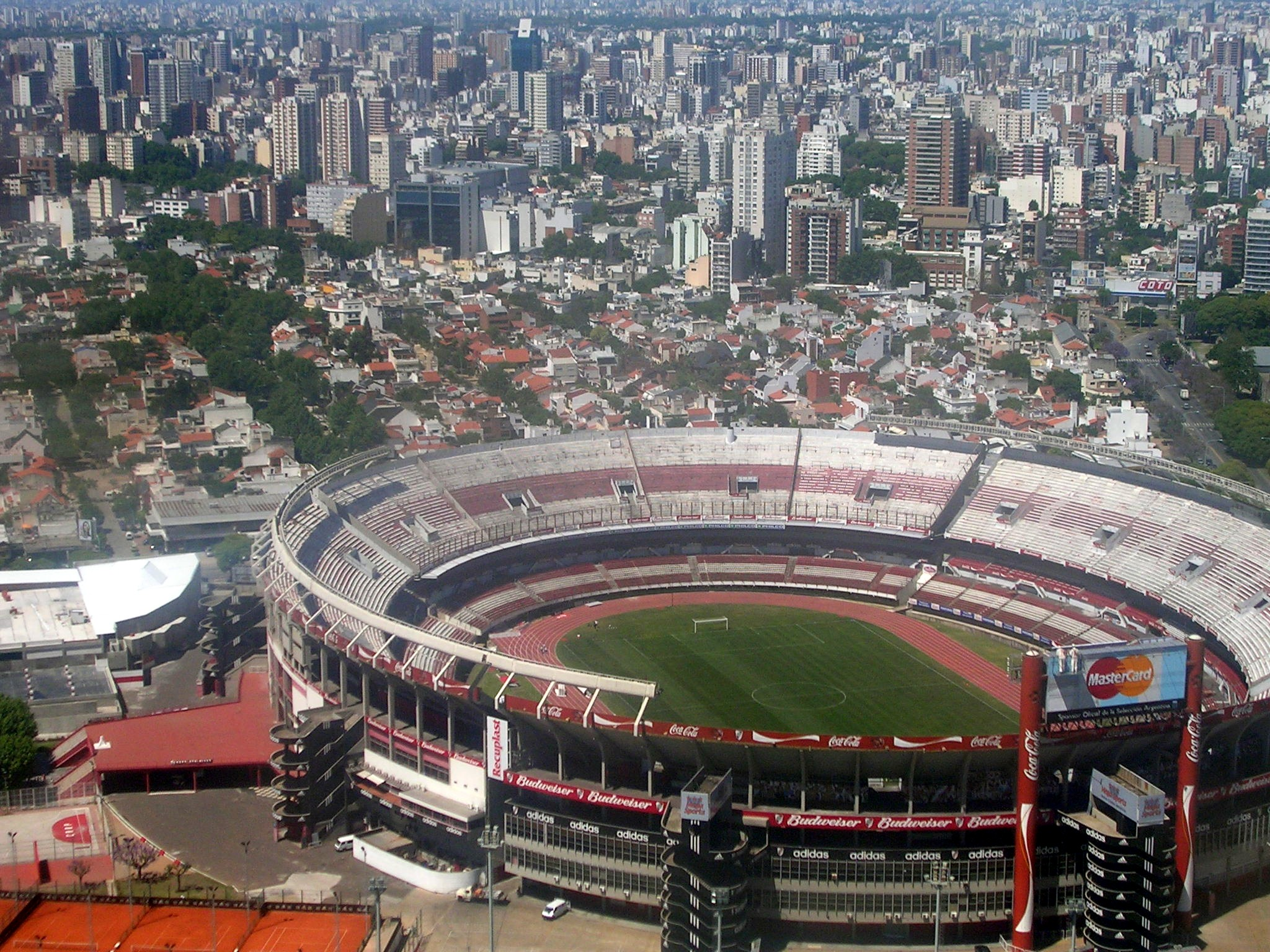
Het Estadio Monumental Antonio Vespucio Liberti waar de finale werd gespeeld. Foto uit 2005

De finale van het wereldkampioenschap voetbal 1978 was de 11e editie van de voetbalwedstrijd die gespeeld werd in het kader van het FIFA Wereldkampioenschap. De wedstrijd vond plaats op 25 juni 1978 tussen Argentinië en Nederland. De finale werd gespeeld in het Estadio Monumental Antonio Vespucio Liberti in Buenos Aires.

## Route naar de finale
| Land          | Wed | W | G | V | DV | DT | Ptn |
| ------------- | --- | - | - | - | -- | -- | --- |
| Nederland     | 6   | 5 | 1 | 0 | 11 | 3  | 11  |
| België        | 6   | 3 | 0 | 3 | 7  | 6  | 6   |
| Noord-Ierland | 6   | 2 | 1 | 3 | 7  | 6  | 5   |
| IJsland       | 6   | 1 | 0 | 5 | 2  | 12 | 2   |

| Land      | Wed | Win | Gel | Ver | DV | DT | +/− | Pnt |
| --------- | --- | --- | --- | --- | -- | -- | --- | --- |
| Peru      | 3   | 2   | 1   | 0   | 7  | 2  | 5   | 5   |
| Nederland | 3   | 1   | 1   | 1   | 5  | 3  | 2   | 3   |
| Schotland | 3   | 1   | 1   | 1   | 5  | 6  | -1  | 3   |
| Iran      | 3   | 0   | 1   | 2   | 2  | 8  | -6  | 1   |

| Land       | Wed | Win | Gel | Ver | DV | DT | +/− | Pnt |
| ---------- | --- | --- | --- | --- | -- | -- | --- | --- |
| Italië     | 3   | 3   | 0   | 0   | 6  | 2  | 4   | 6   |
| Argentinië | 3   | 2   | 0   | 1   | 4  | 3  | 1   | 4   |
| Frankrijk  | 3   | 1   | 0   | 2   | 5  | 5  | 0   | 2   |
| Hongarije  | 3   | 0   | 0   | 3   | 3  | 8  | -5  | 0   |

| Land           | Wed | Win | Gel | Ver | DV | DT | +/− | Pnt |
| -------------- | --- | --- | --- | --- | -- | -- | --- | --- |
| Nederland      | 3   | 2   | 1   | 0   | 9  | 4  | 5   | 5   |
| Italië         | 3   | 1   | 1   | 1   | 2  | 2  | 0   | 3   |
| West-Duitsland | 3   | 0   | 2   | 1   | 4  | 5  | −1  | 2   |
| Oostenrijk     | 3   | 1   | 0   | 2   | 4  | 8  | −4  | 2   |

| Land       | Wed | Win | Gel | Ver | DV | DT | +/− | Pnt |
| ---------- | --- | --- | --- | --- | -- | -- | --- | --- |
| Argentinië | 3   | 2   | 1   | 0   | 8  | 0  | 8   | 5   |
| Brazilië   | 3   | 2   | 1   | 0   | 6  | 1  | 5   | 5   |
| Polen      | 3   | 1   | 0   | 2   | 2  | 5  | −3  | 2   |
| Peru       | 3   | 0   | 0   | 3   | 0  | 10 | −10 | 0   |

## Verslag
25 juni 1978, Estadio Monumental, ook wel bekend als het River Plate-stadion, met circa 75.000 overwegend Argentijnse toeschouwers. Scheidsrechter: Sergio Gonella (Italië). De wedstrijd begon met vertraging nadat Argentinië te laat op het veld verscheen en vervolgens bij de scheidsrechter protesteerde tegen het verband om de pols van René van de Kerkhof. Nederland dreigde daarop van het veld te lopen, waarop de scheidsrechter bij wijze van compromis akkoord ging met een wat zachter verband. De toon was gezet: het werd een harde wedstrijd, waardoor Gonella vaak moest fluiten voor overtredingen.
Aanvankelijk domineerde Nederland, maar na verloop van tijd werd Argentinië sterker. Daniel Passarella loste in de eerste helft vier schoten, maar geen enkel trof doel. Voor Nederland trof een kopbal van Johnny Rep net geen doel en werden schoten van diezelfde Johnny Rep en Rob Rensenbrink gekeerd door de Argentijnse doelman, Ubaldo Fillol. In de 38e minuut omzeilde de Argentijnse ster Mario Kempes de Nederlandse verdediging en schoot hij de bal achter doelman Jan Jongbloed: 1-0 voor Argentinië. Vlak voor rust kon Rep vanaf vijf meter nog eens uithalen, maar Fillol voorkwam andermaal een Nederlandse goal.
Na rust zette Nederland door, maar ondanks de aanvalsdrift kon Argentinië de wedstrijd op de tegenaanval beslissen; Jongbloed voorkwam echter de 2-0 van de voet van Kempes. Het Nederlandse offensief zette door en in de 82e minuut werd de score gelijk getrokken. Invaller Dick Nanninga, die Johnny Rep had vervangen, kopte een vanaf de rechterkant komende voorzet van René van de Kerkhof in het Argentijnse doel. Veertien seconden na het verstrijken van de reguliere speeltijd belandde een vrije trap van de Nederlandse aanvoerder Ruud Krol bij linkerspits Rensenbrink. Vanuit een moeilijke hoek schoot hij de bal tegen de Argentijnse paal; de stand bleef zodoende 1-1. Minder dan een minuut later floot Gonella af.
"Normaal gesproken is dat een doelpunt", zei Rensenbrink meteen na de wedstrijd. "Ik wilde ook al gaan juichen." Jaren later keek hij er heel anders op terug. "Uit een haast onmogelijke hoek weet ik Fillol te passeren. Een echte kans was het niet, maar ik raakte de bal perfect."
In de verlenging waren beide ploegen vermoeid maar bleken de Argentijnen over de langste adem te beschikken. Het was wederom Kempes die scoorde, in de 105e minuut. In de tweede helft van de verlenging stelde Daniel Bertoni de Argentijnse zege zeker, na een pass van wedstrijdwinnaar Kempes.

## Corruptie en intimidatie
Vele jaren na het controversiële toernooi gaf bondscoach Ernst Happel als antwoord op de vraag wat er gebeurd zou zijn wanneer Rensenbrinks schot in de laatste minuut in het doel was gegaan, in plaats van tegen de paal: "Dan had de scheidsrechter net zolang laten doorspelen tot hij Argentinië een penalty had kunnen geven". Ook Jan Zwartkruis gaf te kennen: "Dan hadden we hier nog niet gewonnen" en "de ambiance was puur intimiderend. Dick Nanninga werd twee keer ruim binnen het strafschopgebied neergelegd, maar Gonella legde de bal er gewoon twee keer buiten. Wat kun je dan nog doen?".
Volgens Ernie Brandts hing er een intimiderende sfeer, wat al begon tijdens de busreis naar het stadion die doelbewust een andere route was dan normaal, zodat de Nederlandse spelers langs het Argentijnse volk moesten, dat op de bus sloeg en brandende stukken hout in zijn handen had. Doordat de Italiaanse scheidsrechter Sergio Gonella nauwelijks tegen Argentinië floot, resulteerde de wedstrijd in kapotte knieën en bebloede shirts. Rob Rensenbrink was uiteindelijk opgelucht dat hij het veld zonder zwaar letsel kon verlaten: "dit heb ik eerder nooit meegemaakt. Bijna iedereen had een bloedneus. Die gasten sloegen je voortdurend op je bek". En Dick Nanninga: "Er zal wel weer niemand worden gesnapt bij de dopingcontrole. Zo gaat dat hier nu eenmaal. Dit was onvoorstelbaar. Ik werd alle kanten op gestompt, geslagen en getrokken". Volgens Ruud Krol was dit "het hardste WK-duel ooit".

## Afbeeldingen

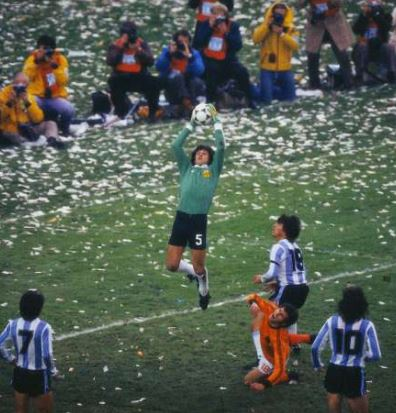
Argentinië-keeper Ubaldo Fillol plukt een bal uit de lucht.
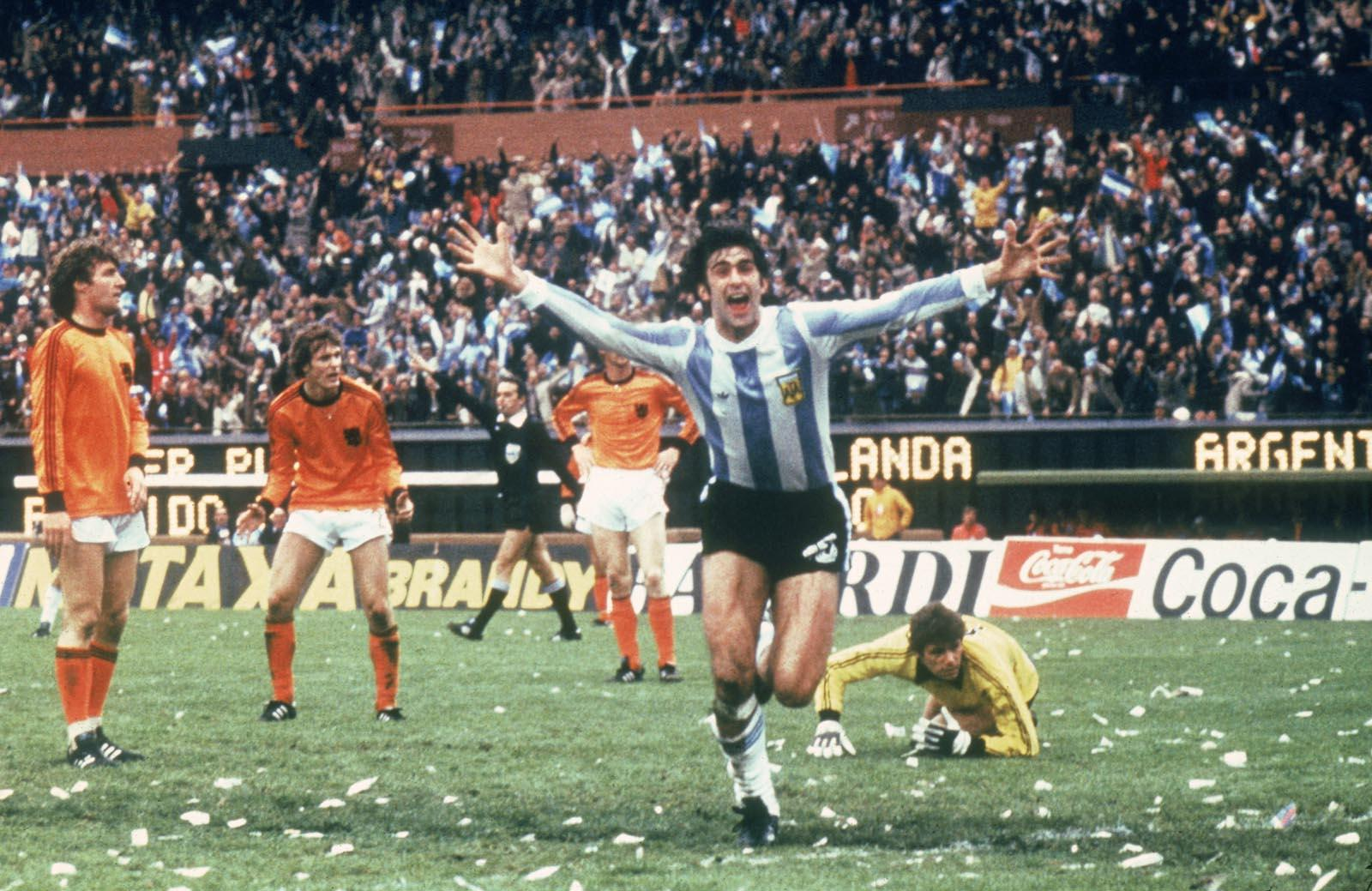
Argentinië-spits Mario Kempes viert de 2-1.
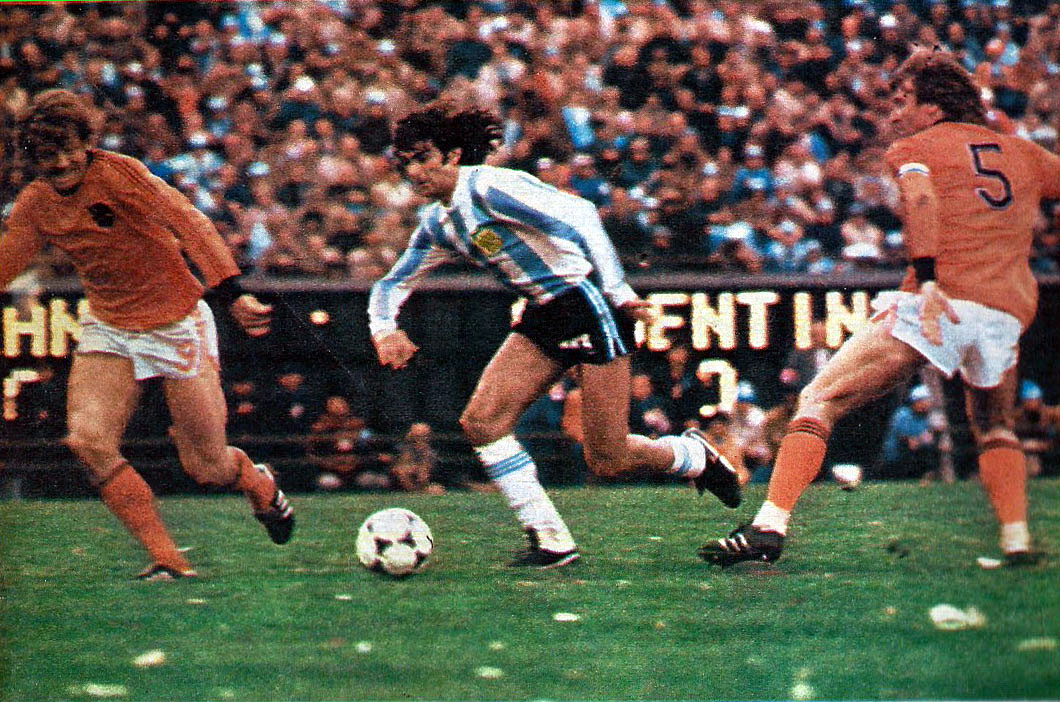
Arie Haan en Ruud Krol in duel met Kempes.

## Wedstrijdgegevens
|                                             |                               |              |              | |
| 25 juni 1978 15:00 UTC−3 «onderlinge duels» | Argentinië                    | 3 – 1 (n.v.) | Nederland    | Estadio Monumental Antonio Vespucio Liberti, Buenos Aires Toeschouwers: 71.483 Scheidsrechter: Sergio Gonella (Italië) |
| 25 juni 1978 15:00 UTC−3 «onderlinge duels» | Kempes 38', 105' Bertoni 116' |              | 82' Nanninga | Estadio Monumental Antonio Vespucio Liberti, Buenos Aires Toeschouwers: 71.483 Scheidsrechter: Sergio Gonella (Italië) |

| Argentinië | Nederland |

| Argentinië:        |    |                     |         |
|                    |    |                     |         |
| GK                 | 5  | Ubaldo Fillol       |         |
| RB                 | 15 | Jorge Olguín        |         |
| CB                 | 7  | Luis Galván         |         |
| CB                 | 19 | Daniel Passarella   |         |
| LB                 | 20 | Alberto Tarantini   |         |
| DM                 | 6  | Américo Gallego     |         |
| CM                 | 2  | Osvaldo Ardiles     | 40' 66' |
| AM                 | 10 | Mario Kempes        |         |
| RW                 | 4  | Daniel Bertoni      |         |
| CF                 | 14 | Leopoldo Luque      |         |
| LW                 | 16 | Oscar Alberto Ortiz | 75'     |
| Wisselspelers:     |    |                     |         |
| MF                 | 12 | Omar Larrosa        | 66'     |
| MF                 | 9  | René Houseman       | 75'     |
| Coach:             |    |                     |         |
| César Luis Menotti |    |                     |         |

| Nederland:     |    |                      |         |
|                |    |                      |         |
| GK             | 8  | Jan Jongbloed        |         |
| CB             | 5  | Ruud Krol            | 15'     |
| RB             | 6  | Wim Jansen           | 75'     |
| CB             | 22 | Ernie Brandts        |         |
| LB             | 2  | Jan Poortvliet       | 96'     |
| RM             | 13 | Johan Neeskens       |         |
| CM             | 9  | Arie Haan            |         |
| LM             | 11 | Willy van de Kerkhof |         |
| RW             | 10 | René van de Kerkhof  |         |
| CF             | 16 | Johnny Rep           | 58'     |
| LW             | 12 | Rob Rensenbrink      |         |
| Wisselspelers: |    |                      |         |
| FW             | 18 | Dick Nanninga        | 58'     |
| DF             | 20 | Wim Suurbier         | 75' 94' |
| Coach:         |    |                      |         |
| Ernst Happel   |    |                      |         |

AUF · A-internationals · Selecties · Bondscoaches · Argentijns vrouwenelftal · Olympisch elftal · Argentinië U21 · Argentinië U20 · Argentinië U19 · Argentinië U18 · Argentinië U17
1900 – 1909 ·
1910 – 1919 ·
1920 – 1929 ·
1930 – 1939 ·
1940 – 1949 ·
1950 – 1959 ·
1960 – 1969 ·
1970 – 1979 ·
1980 – 1989 ·
1990 – 1999 ·
2000 – 2009 ·
2010 – 2019 ·
2020 − 2029
WK 1930 · 
WK 1934 · 
WK 1958 · 
WK 1962 · 
WK 1966 · 
WK 1974 · 
WK 1978 · 
WK 1982 · 
WK 1986 · 
WK 1990 · 
WK 1994 · 
WK 1998 · 
WK 2002 · 
WK 2006 · 
WK 2010 · 
WK 2014 · 
WK 2018 ·
WK 2022
OS 1928 · 
OS 1988 · 
OS 1996 · 
OS 2004 · 
OS 2008 · 
OS 2016 · 
OS 2020
1902 · 
1903 · 
1904 · 
1905 · 
1906 · 
1907 · 
1908 · 
1909 ·
1910 · 
1911 · 
1912 · 
1913 · 
1914 · 
1915 · 
1916 · 
1917 · 
1918 · 
1919 ·
1920 · 
1921 · 
1922 · 
1923 · 
1924 · 
1925 · 
1926 · 
1927 · 
1928 · 
1929 ·
1930 · 
1931 · 
1932 · 
1933 · 
1934 · 
1935 · 
1936 · 
1937 · 
1938 · 
1939 ·
1940 · 
1941 · 
1942 · 
1943 · 
1944 · 
1945 · 
1946 · 
1947 · 
1948 · 1949 · 
1950 · 
1951 · 
1952 · 
1953 · 
1954 · 
1955 · 
1956 · 
1957 · 
1958 · 
1959 ·
1960 · 
1961 · 
1962 · 
1963 · 
1964 · 
1965 · 
1966 · 
1967 · 
1968 · 
1969 ·
1970 · 
1971 · 
1972 · 
1973 · 
1974 · 
1975 · 
1976 · 
1977 · 
1978 · 
1979 ·
1980 · 
1981 · 
1982 · 
1983 · 
1984 · 
1985 · 
1986 · 
1987 · 
1988 · 
1989 ·
1990 ·
1991 · 
1992 · 
1993 · 
1994 · 
1995 · 
1996 · 
1997 · 
1998 · 
1999 · 
2000 · 
2001 · 
2002 · 
2003 · 
2004 · 
2005 · 
2006 · 
2007 · 
2008 · 
2009 · 
2010 · 
2011 · 
2012 · 
2013 · 
2014 ·
2015 ·
2016 ·
2017 ·
2018 ·
2019 ·
2020 ·
2021 ·
2022 ·
2023
Albanië ·
Algerije ·
Angola ·
Australië ·
België ·
Bolivia ·
Bosnië en Herzegovina · 
Brazilië ·
Bulgarije ·
Canada ·
Chili ·
China ·
Colombia ·
Costa Rica · 
Curaçao ·
Denemarken ·
DDR ·
Duitsland ·
Ecuador ·
Egypte ·
El Salvador ·
Engeland ·
Estland ·
Frankrijk ·
Ghana ·
Griekenland ·
Guatemala ·
Haïti ·
Honduras ·
Hongarije ·
Hongkong ·
Ierland ·
IJsland ·
India ·
Indonesië ·
Irak ·
Iran ·
Israël ·
Italië ·
Ivoorkust ·
Jamaica ·
Japan ·
Joegoslavië ·
Kameroen ·
Kroatië ·
Libië ·
Litouwen · 
Marokko ·
Mexico ·
Nederland ·
Nicaragua ·
Nigeria ·
Noord-Ierland ·
Noorwegen ·
Oostenrijk ·
Panama ·
Paraguay ·
Peru ·
Polen ·
Portugal · 
Qatar ·
Roemenië ·
Rusland · 
Saoedi-Arabië · 
Schotland ·
Servië en Montenegro ·
Singapore ·
Slovenië ·
Slowakije ·
Sovjet-Unie ·
Spanje ·
Trinidad en Tobago ·
Tsjecho-Slowakije ·
Tunesië ·
Uruguay ·
Venezuela ·
Verenigde Arabische Emiraten ·
Verenigde Staten ·
Wales ·
Wit-Rusland · 
Zuid-Afrika ·
Zuid-Korea ·
Zweden ·
Zwitserland
Australië (2022) ·
België (2014) ·
Bosnië en Herzegovina (2014) ·
Brazilië (1982) ·
Brazilië (2005) ·
Denemarken (1995) ·
Duitsland (2006) ·
Duitsland (2014) ·
Frankrijk (2018) ·
Frankrijk (2022) ·
IJsland (2018) ·
Iran (2014) ·
Italië (1982) ·
Ivoorkust (2006) ·
Kroatië (2018) ·
Kroatië (2022) ·
Mexico (2006) ·
Nederland (1978) ·
Nederland (2006) ·
Nederland (2014) ·
Nederland (2022) ·
Nigeria (2010) ·
Nigeria (2014) ·
Nigeria (2018) ·
Saoedi-Arabië (1992) ·
Saoedi-Arabië (2022) · 
Servië en Montenegro (2006) ·
West-Duitsland (1986) · West-Duitsland (1990) ·
Zwitserland (2014)
KNVB ·
A-internationals ·
Bondscoaches (m) ·
Topscorers ·
Nederlands vrouwenelftal ·
Bondscoaches (v) ·
Nederland B ·
Olympisch elftal ·
Jong Oranje ·
Nederland –20 ·
Nederland –19 ·
Nederland –18 ·
Nederland –17 ·
Nederland –16 ·
Nederland –15 ·
Nederlands amateurelftal ·
Nederlands zaterdagelftal ·
Jong OranjeLeeuwinnen ·
Vrouwen –20 ·
Vrouwen –19 ·
Vrouwen –18 ·
Vrouwen –17 ·
Vrouwen –16 ·
Vrouwen –15 ·
Militair mannenelftal ·
Militair vrouwenelftal ·
Strandteam ·
Vrouwen Strandteam ·
Futsalteam ·
Vrouwen Futsalteam

EK-wedstrijden ·
WK-wedstrijden ·
Resultaten kwalificaties en eindronden ·
Nederland B-wedstrijden ·
Officieuze wedstrijden ·
EK-wedstrijden vrouwen ·
WK-wedstrijden vrouwen ·
Resultaten vrouwen kwalificaties en eindronden
1905 – 1919 ·
1920 – 1929 ·
1930 – 1939 ·
1940 – 1949 ·
1950 – 1959 ·
1960 – 1969 ·
1970 – 1979 ·
1980 – 1989 ·
1990 – 1999 ·
2000 – 2009 ·
2010 – 2019 ·
2020 – 2029
2015 ·
2016 ·
2017 ·
2018 ·
2019 ·
2020 ·
2021 · 
2022
EK's: 1976 · 
1980 · 
1988 · 
1992 · 
1996 · 
2000 · 
2004 · 
2008 · 
2012 · 
2020 · 
2024
WK's: 1934 · 
1938 · 
1974 · 
1978 · 
1990 · 
1994 · 
1998 · 
2006 · 
2010 · 
2014 · 
2022
OS: 1908 ·
1912 ·
1920 ·
1924 ·
1928 ·
1948 ·
1952 ·
2008
Albanië ·
Andorra ·
Argentinië ·
Armenië ·
Australië ·
België ·
Bosnië en Herzegovina ·
Brazilië ·
Bulgarije ·
Canada ·
Chili ·
China ·
Colombia ·
Costa Rica ·
Curaçao ·
Cyprus ·
DDR ·
Denemarken ·
Duitsland ·
Ecuador ·
Egypte ·
Engeland ·
Estland ·
Faeröer ·
Finland ·
Frankrijk ·
GOS · 
Georgië ·
Ghana ·
Gibraltar ·
Griekenland ·
Hongarije ·
Ierland ·
IJsland ·
Indonesië ·
Iran ·
Israël ·
Italië ·
Ivoorkust ·
Japan ·
Joegoslavië ·
Kameroen ·
Kazachstan ·
Kroatië ·
Letland ·
Liechtenstein ·
Luxemburg ·
Malta ·
Marokko ·
Mexico ·
Moldavië ·
Montenegro ·
Nederlandse Antillen ·
Nigeria ·
Noord-Ierland ·
Noord-Macedonië ·
Noorwegen ·
Oekraïne ·
Oostenrijk ·
Paraguay ·
Peru ·
Polen ·
Portugal ·
Qatar ·
Roemenië ·
Rusland ·
Saarland ·
San Marino ·
Saoedi-Arabië ·
Schotland ·
Senegal ·
Servië en Montenegro ·
Slovenië ·
Slowakije ·
Sovjet-Unie ·
Spanje ·
Suriname ·
Thailand ·
Tsjechië ·
Tsjecho-Slowakije ·
Tunesië ·
Turkije ·
Uruguay ·
Verenigd Koninkrijk ·
Verenigde Staten ·
Wales ·
Wit-Rusland ·
Zuid-Afrika ·
Zuid-Korea ·
Zweden ·
Zwitserland
Argentinië (1978) ·
Argentinië (2006) ·
Argentinië (2014) ·
Argentinië (2022) ·
Australië (2014) ·
Brazilië (2014) ·
Chili (2014) · 
Costa Rica (2014) ·
Denemarken (2010) ·
Denemarken (2012) ·
Duitsland (2012) · 
Ecuador (2022) · 
Frankrijk (2008) ·
Italië (2008) ·
Ivoorkust (2006) ·
Japan (2010) ·
Kameroen (2010) ·
Mexico (2014) · 
Noord-Macedonië (2021) · 
Oekraïne (2021) · 
Oostenrijk (2021) · 
Portugal (2006) ·
Portugal (2012) ·
Portugal (2019) ·
Qatar (2022) ·
Roemenië (2008) ·
Rusland (2008) ·
San Marino (2011) ·
Senegal (2022) ·
Servië en Montenegro (2006) ·
Sovjet-Unie (1988) ·
Spanje (2010) ·
Spanje (2014) ·
Tsjechië (2021) · 
Uruguay (2010) ·
Verenigde Staten (2022) · 
West-Duitsland (1974)